# MXエアクラフト MXS
MXエアクラフト MXS
- 用途：曲芸飛行、エアレース
- 製造者： アメリカ合衆国 MX Aircraft

MXSは、ノースカロライナ州にあるMX Aircraft（MX Aircraft）が製造する単座型のプロペラ飛行機である。
MXS-Rは、レッドブル・エア・レース世界選手権でいくつかのパイロットが使用しているレース用の機種である。
これらの航空機は、構造、ピストン駆動、低翼モノプレーンのすべてが複合材である。
2人乗りのバージョンはMXエアクラフト MX2と呼ばれ、2010年には「vice-world aerobatics advanced champion」になった。

## 仕様
出典: MXS Homepage
諸元
- 乗員: 1人
- 定員: 1人
- 全長:  （21.35ft）
- 全高:  （6 ft）
- 翼幅: （24 ft）
- 有効搭載量:  （1,600 lb）
- 最大離陸重量:  （1,840 lb）
- 動力: Lycoming O-540（英語版） 、 （250-380 hp）   × 1

性能
- 最大速度: 426 km/h （230 kt）